# Бакиркьой — Інджирлі (станція метро)
40°59′48″ пн. ш. 28°52′29″ сх. д. / 40.996585977762° пн. ш. 28.874667745908° сх. д.
Бакиркьой-Інджирлі́ (тур. Bakırköy—İncirli) — діюча станція ліній М1 та М3 Стамбульського метрополітену. 
M1 Бакиркьой-Інджирлі́ відкрито 7 березня 1994,
у складі розширення від Зеїтінбурну.
M3 Інджирлі́ відкрито 10 березня 2024 року як частина розширення від Кіразли до Бакиркьой-Сахіл.
Розташована: у північно-східній частині району Бакиркьой обабіч автостради E80, за 1,8 км до півночі від залізничної станції Бакиркьой.
Конструкція:
- М1 — двопрогінна мілкого закладення з двома береговими платформами
- М3 — колонна станція глибокого закладення з однією острівною платформою

Пересадки:
- Автобуси: 31, 31E, 71T, 72T, 73, 73F, 76D, 78ZB, 79G, 79Ş, 82, 89, 89A, 89B, 89K, 89M, 89S, 92, 94, 94A, 94Y, 97, 97A, 97BT, 97E, 97KZ, 97T, H-9, HT13, MK97
- Маршрутки: 
  - Бакиркьой — Топкапи,
  - Бакиркьой-метро — Коджасінан,
  - Бакиркьой-метро — Басин-Тесіслері,
  - Бакиркьой-метро — Барбарос-махаллесі,
  - Бакиркьой-метро — Єнібосна-метро,
  - Бакиркьой-метро — Єнімахалле,
  - Бакиркьой-метро — Істоч

| Попередня станція      | Лінія | Лінія                           | Лінія | Наступна станція                 |
| ---------------------- | ----- | ------------------------------- | ----- | -------------------------------- |
| Зеїтінбурну до Єнікапи |       | M1 (Стамбульський метрополітен) |       | Бахчеліевлер до Аеропорт Ататюрк |